# Профессор Вильчур
«Профе́ссор Ви́льчур» (пол.  Profesor Wilczur) — роман польского писателя Тадеуша Доленги-Мостовича, является продолжением романа «Знахарь», опубликован в 1939 году издательствами Познань и «Рой».
Талантливый хирург Рафал Вильчур становится объектом травли, организованной его бывшим учеником, ближайшим коллегой профессором Добранецким. Вынужденный покинуть Варшаву, Вильчур возвращается в глухую белорусскую деревню, где волей судьбы уже провёл несколько лет и где его знали как знахаря.
В 1938 году, то есть ещё до выхода книги, режиссёр Михал Вашиньский и сценарист Анатоль Стерн сняли фильм. Фильм и книга имели большой успех.
В 1939 году Тадеуш Доленга-Мостович создал очередное продолжение. На этот раз он написал не книгу, а сценарий к фильму «Завещание профессора Вильчура».

## Сюжет
Три года прошло с тех пор, как Рафал Вильчур вернулся в Варшаву и принял руководство собственной клиникой и хирургической клиникой университета. Однако это не нравится Добранецкому, бывшему ученику, ближайшему коллеге, в прошлом руководителю клиники — Нина, жена Добранецкого развернула кампанию злостной клеветы против Вильчура.
В клинику привезли великого певца Леона Доната, которому предстояла простая операция на горло. В соответствии с распорядком дежурный врач-терапевт Люция Каньская должна была осмотреть уже подготовленного к операции пациента. Однако, Добранецкий отправил Люцию из кабинета. Чуть позже случилось непоправимое: операция уже завершалась, как вдруг сердце певца не выдержало наркоза
и остановилось. Ответственность за смерть певца понёс профессор Вильчур. Он лишился всего своего состояния из-за выплаты страховки, но остался работать в клинике. После этого случая Вильчур и юная Люция подружились и чуть позднее приняли решение уехать из Варшавы в деревню.
Жизнь налаживалась — в деревне общими силами построили больницу, Вильчур собирался сделать предложение Люции. Однажды Вильчура за руку укусила бешеная собака. Люция отправилась искать в соседнее село Павлицкого, который мог бы дать противостолбнячную сыворотку. Но так как рана оказалась глубокой, профессор поехал в Варшаву, где выяснилось, что повреждён один из важных нервов.
У Добранецкого обнаружили опухоль мозга, которая неустанно разрасталась. Нина и Кольский уговорили Вильчура прооперировать Добранецкого. Несмотря на тремор руки, Вильчур согласился. На время, пока Вильчур был в Варшаве, Люции помогал Кольский, давно любивший девушку. Вернувшийся профессор не мог не заметить, что Люция влюбилась в Кольского. Расставшись с Люцией друзьями, профессор отправил её в Варшаву и остался один.

## Персонажи
1. Рафал Вильчур — профессор.
2. Ежи Добранецкий — заместитель профессора.
3. Нина Добранецкая — жена Добранецкого, любовница Кольского.
4. Ян Кольский — молодой врач, ученик Вильчура.
5. Люция Каньская — врач-терапевт в клинике.
6. Емёл Циприан — человек с тёмным прошлым, приятель Вильчура.
7. Павлицкий — местный врач
8. Винценты Юрковский — местный помещик, влюблённый в Люцию.
9. Прокоп Шапель — мельник.
10. Василь Шапель — младший сын мельника.
11. Донка — невеста Василя, помощница Люции.

## Издания
На польском языке роман неоднократно переиздавался (указаны лишь некоторые современные переиздания):
- Tadeusz Dołęga- Mostowicz. Znachor.Profesor Wilczur. — Kraków: Zielona Sowa, 2006. — 484 с. — ISBN 8373896252.
- Tadeusz Dołęga-Mostowicz. Profesor Wilczur.. — Warszawa : Pi, 2014. — 231 с. — ISBN 9788378363460.
- Tadeusz Dołęga-Mostowicz. Profesor Wilczur. — Warszawa : Ringier Axel Springer Polska, 2017. — 413 с. — ISBN 9788380914469.

Роман переведён на английский, болгарский, вьетнамский, испанский, литовский, латышский, румынский и другие языки.
- На русский язык роман впервые был переведён в 1993 году О.Соляник
- В 1993 году вышел роман в переводе В. М. Островской.
- В 2014 году роман перевела Д.Коган.

## Адаптации

### Кино
- 1938 — фильм «Профессор Вильчур», Польша, режиссёр Михал Вашиньский.

### Аудиокниги
- Tadeusz Dołęga-Mostowicz Profesor Wilczur / читает Нора Селека — CD — Levoča : Slovenská knižnica pre nevidiacich Mateja Hrebendu, 2015 — 13:00:00 — ISBN 9788018039403 — словац.
- Tadeusz Dołęga-Mostowicz Profesor Wilczur / читает Ричард Надровский — Warszawa : Zakład Wydawnictw i Nagrań PZN, 1987 — 31 кассета — ISBN UKD 821.162.1-3 — пол.
- Тадеуш Доленга-Мостович Профессор Вильчур / читает Валентин Аксентюк — Издательство: Нигде не купишь, 2017 — 13:35:24 — рус. (запись произведена на предприятии «Звукотэкс» «БелТИЗ» в 2001 году)[6].

## Комментарии
1. ↑  Здесь и далее все имена и названия приводятся по переводу В. М. Островской